# Quechultenango (kommun)
Quechultenango är en kommun i Mexiko.   Den ligger i delstaten Guerrero, i den södra delen av landet, 230 km söder om huvudstaden Mexico City. Antalet invånare är 34 728.
Följande samhällen finns i Quechultenango:
- Quechultenango
- Xochitepec
- Tonalapa
- Santa Fe
- Aztatepec
- Tlanicuilulco
- Juxtlahuaca
- Jocutla
- Llano Grande
- Ostocapa
- Coscamila
- El Tejoruco
- San José
- Nanzintla
- Ahuacatepec
- Huehuecoyotla
- Teocuitlapa
- Naranjitas
- Platanillo
- Zoyapezco
- El Aguacate
- Buenavista
- La Parota
- Coacoyul
- Naranjuelo
- Atlitengo
- Niyantitlán
- Barrio Nuevo
- Tlanipatitlán
- Mexcaltepec
- El Naranjo
- El Tule
- Tepoxtlahuaca
- Las Palmitas
- Zalpizaco
- Cuadrilla Nueva
- Los Ranchitos
- Loma Larga